# Sawa
Sawa（サワ、1月22日 - ）は、日本の看護師、女優。

## 来歴
19歳で看護師となり、13年医療現場勤務（大学病院集中治療室、外科病棟にてがん患者さんのケア、人工透析室、手術室）。
6年企業健康管理室勤務する中で大学にて心理士資格取得。
2008年株式会社ハートセラピー設立。
本名の柳原里枝子として、組織活性化支援のためにメンタルヘルス対策、ハラスメント対策支援を行う。
公務職場におけるパワーハラスメント対策委員なども務め研修講師としても活躍。
2019年より講師のスキルを上げるためキャストパワーネクストにてトレーニング開始。
2021年より女優業開始、舞台出演、ドラマ出演、医療ドラマにて看護監修・医療監修も行う。

## 人物像
がん患者看護を行った経験から人生いつ何があるかわからない、1度きりの人生をなるべく後悔ないように歩みたい想いつよく、常に前向きに興味を持ったことには挑戦している。反面興味がないことには取り組まないという割り切りの早い部分もある。大病を患うなど人生良いことばかりではないが、全ての経験を活かしカウンセラーや講師そして演技をする際の糧にもしている。周囲からは努力家と言われるが、自身としては努力はそんなにしていないと考えている。裏表はなく人を信じることから関係づくりをしている。血液型O型。身長170cm。

### 趣味・特技
スキューバダイビング（PADIマスタースキューバーダイバー）・バーレスクダンス・歌唱・日本舞踊

## 出演

### 舞台
- GO,JET!GO!GO!（2021年2月、A-Garage） - 秋絵役
- Kiss Me You ～頑張ったシンプー達へ～(2021年12月、エアースタジオ）-スミ役

### テレビドラマ
- 泣くな研修医（2021年4月、テレビ朝日） - 看護師 長谷川優香役
- TOKYO MER〜走る緊急救命室〜（2021年7月 TBS　第四話) - 看護師役
- 桜の塔（2021年6月テレビ朝日）-捜査1課刑事

### 映画
- アンダードック（2020年11月）

### 文化人コメンテーター
- NEWS23 (TBS)にて「セクシュアルハラスメント」についてインタビュー主演
- 直撃LIVE グッディ!((フジテレビ))にて 「セクシュアルハラスメント」についてインタビュー
- NHK「新型うつ」特集、「ハラスメント対策特集」にて研修風景とインタビュー数回
- 小島慶子 キラ☆キラ(TBS)にて「ストレス対策および職場のハラスメント」

## 看護指導・医療監修
- 泣くな研修医（2021年4月、テレビ朝日） - 看護監修
- TOKYO MER〜走る緊急救命室〜（2021年7月 TBS　第3話) - 看護指導